# Isabelle Yacoubou
Isabelle Yacoubou (21 de abril de 1986) é uma basquetebolista profissional francesa, medalhista olímpica.

## Carreira
Isabelle Yacoubou integrou Seleção Francesa de Basquetebol Feminino, em Londres 2012, conquistando a medalha de prata.